# Raffaele Bianco
Pour les articles homonymes, voir Bianco (homonymie).
Raffaele Bianco, né le 25 août 1987 à Aversa en Italie, est un footballeur italien qui évolue au poste de milieu de terrain au S.S. Audace Cerignola (en).